# Wapen van Gambia

Wapen van Gambia

Het wapen van Gambia is in gebruik sinds 18 november 1964. Het toont twee leeuwen, waarvan er één een schoffel vasthoudt en de ander een bijl. De schoffel en bijl staan ook gekruist in het schild dat de leeuwen vasthouden. Boven het wapenschild staat een heraldische ridderhelm afgebeeld met daarboven een palmtak (de palm is de nationale boom). Onder in het wapen staat een lint met daarop het nationale motto: Progress, Peace, Prosperity ("Vooruitgang, Vrede, Welvaart").
De twee leeuwen symboliseren de geschiedenis van Gambia als deel van het Britse Rijk. De schoffel en bijl staan voor het belang van de landbouw in Gambia. Zij worden ook beschouwd als symbolen van de twee grootste etnische groepen in het land: de Mandinka en de Fulbe.
Algerije · Angola · Benin · Botswana · Burkina Faso · Burundi · Centraal-Afrikaanse Republiek · Comoren · Congo-Brazzaville · Congo-Kinshasa · Djibouti · Egypte · Equatoriaal-Guinea · Eritrea · Ethiopië · Gabon · Gambia · Ghana · Guinee · Guinee-Bissau · Ivoorkust · Kaapverdië · Kameroen · Kenia · Lesotho · Liberia · Libië · Madagaskar · Malawi · Mali · Marokko · Mauritanië · Mauritius · Mozambique · Namibië · Niger · Nigeria · Oeganda · Rwanda · Sao Tomé en Principe · Senegal · Seychellen · Sierra Leone · Soedan · Somalië · Swaziland · Tanzania · Togo · Tsjaad · Tunesië · Westelijke Sahara · Zambia · Zimbabwe · Zuid-Afrika · Zuid-Soedan
Afhankelijke gebieden:
Brits Territorium in de Indische Oceaan · Canarische Eilanden · Ceuta · Melilla · Madeira · Mayotte · Réunion · Sint-Helena · Tristan da Cunha